# Zbigniew Kozłowski (inżynier)
Zbigniew Stanisław Kozłowski (ur. 2 marca 1933 w Poznaniu, zm. 5 sierpnia 2018) – profesor nauk technicznych, specjalizujący się w górnictwie i geologii inżynierskiej, zwłaszcza górnictwie odkrywkowym i ochronie środowiska.
W 1956 ukończył studia magisterskie na Politechnice Wrocławskiej na kierunku budownictwo lądowe (uzyskując tytuł mgr inż. komunikacji). Tytuł profesora nauk technicznych uzyskał w 1988 roku, w czasie gdy pracował na Wydziale Górnictwa PWr.
Od 1956 roku pracował jako projektant kopalń w Dolnośląskim Biurze Projektów Górniczych we Wrocławiu. W latach 1966–1971 był kierownikiem Pracowni i Zakładu Technologii Odkrywkowej w Dziale Studiów COBPGO. We wrześniu 1971 został generalnym projektantem Kopalni Węgla Brunatnego Bełchatów.
Członek Prezydium Komitetu Górnictwa Polskiej Akademii Nauk (przy Wydziale Nauk o Ziemi i Nauk Górniczych). Działacz oraz honorowy członek Stowarzyszenia Inżynierów i Techników Górnictwa Oddział we Wrocławiu. Honorowy obywatel Bełchatowa.
Pochowany na cmentarzu komunalnym przy ul. Grabiszyńskiej we Wrocławiu. 

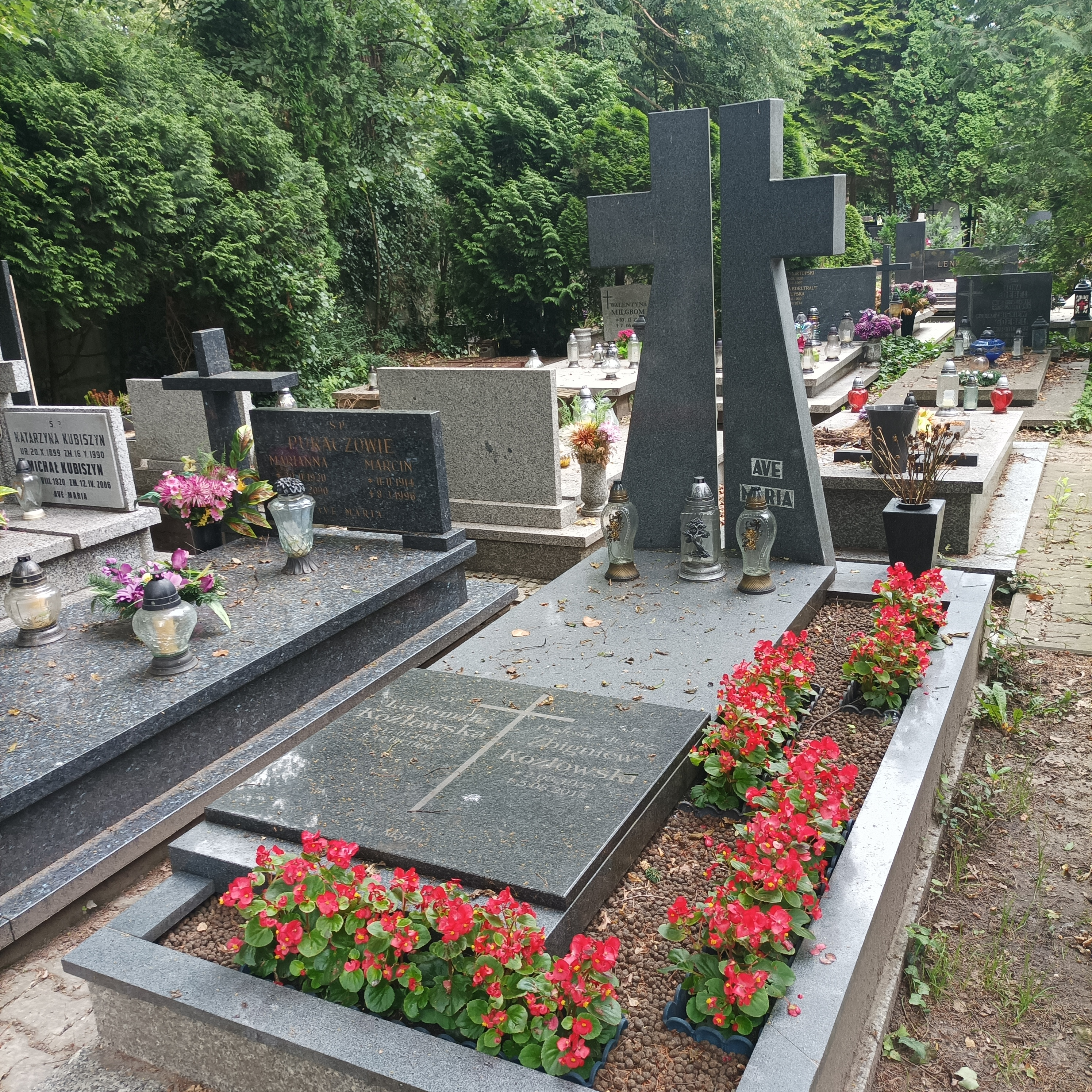
Grób prof. Zbigniewa Kozłowskiego na Cmentarzu Grabiszyńskim

## Odznaczenia
- Krzyż Komandorski Orderu Odrodzenia Polski[1];
- Krzyż Oficerski Orderu Odrodzenia Polski[1];
- Krzyż Kawalerski Orderu Odrodzenia Polski[1].

## Stopnie górnicze
- Generalny Dyrektor Górniczy I stopnia[1];
- Honorowa Szpada Górnicza[1].